# دورة همفري

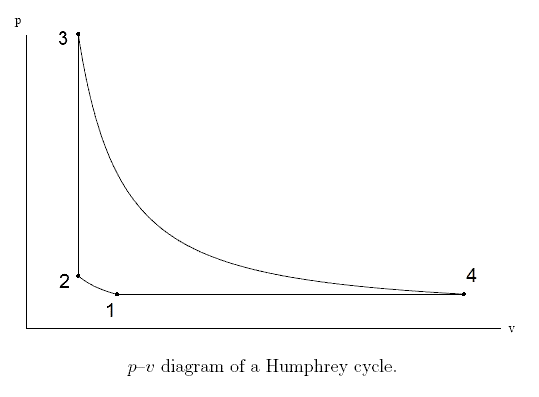

دورة همفري هي دورة ثيرموديناميكية مشابهة للدوة المستخدمة في محركات الدفع، ويمكن اعتبارها تعديلاً علي دورة برايتون والتي فيها إجراء إضافة الحرارة يتم بثبوب الضغط وتم إستبداله في دورة همفري بإجراء إضافة حرارة بثبوث الحجم.
من ثم، فإن دورة همفري المثالية تتكون من 4 إجراءات:
1. إجراء انضغاط أديباتي ايزنتوربي انعكاسي للغاز، خلال هذا الإجراء يكون الغاز القادم للدورة مضغوطًا عادة باستخدام آلة طوربو.

وضغط ودرجة حرارة السكون تتزايد بسبب الشغل المبذول علي الغاز بواسطة الكباس وتكون الإنتروبيا ثابتة والضغط الاساسي والكثافة للغاز يتزايدان.
1. إجراء إضافة حرارة بثبوث الحجم، ويتم في هذا الإجراء إضافة الحرارة بينما يظل الغاز في حجم ثابت، وفي أغلب الحالات فإن المحركات التي تعمل بدورة همفري تُعتبر دورة مفتوحة ( أي ان الهواء يدخل باستمرار) لذلك فإن الحجم النوعي أو الكثافة يظلان ثابتان خلال إضافة الحرارة في هذا الإجراء، ويتم إضافة الحرارة بواسطة عملية الاحتراق.
2. إجراء تمدد أديباتي ايزنتوربي انعكاسي للغاز، في هذا الإجراء يتمد الغاز باستخدام آلة طوربو، وضغط ودرجة حرارة السكون تقل بسبب الشغل الناتج من عملية التمدد علي العنفة. والإنتروبيا تظل ثابتة بينما يقل كثافة وضغط الغاز الأساسي.
3. إجراء طرد حرارة بثبوث الضغط، في هذا الإجراء يتم طرد الحرارة بواسطة مائع التشغيل حيث يظل الغاز عند ضغط ثابت خلال عملية الطرد، وفي محركات الدورة المفتوحة هذا الإجراء يمثل طرد عوادم الغاز من المحرك حيث سرعة ما يُساوي الضغط المحيط ويفقد الحرارة ببطء في الهواء الجوي، والذي يُعتبر خزان كبير لتخزين الحرارة بثبوت الضغط ودرجة الحرارة.